# Forest Flora of New Zealand
Forest Flora of New Zealand (abreviado Forest Fl. New Zealand) es un libro con ilustraciones y descripciones botánicas que fue escrito por el botánico neozelandés de origen inglés Thomas Kirk y publicado en Wellington en el año 1889.